# Gedit
gedit è un editor di testo libero, compatibile con la codifica di caratteri UTF-8, per l'ambiente desktop GNOME. È stato progettato per avere un'interfaccia chiara e semplice, ispirata cioè agli ideali del progetto GNOME.

## Caratteristiche
Gedit è compatibile con i formati di testo puro dello standard Unix, del Notepad di Microsoft Windows e dei programmi analoghi per il Classic Mac OS. Ciò gli consente di visualizzare correttamente i file generati da tutte queste applicazioni, e di modificarli senza alterarne la compatibilità con i software con cui erano stati creati.
Il programma include un syntax highlighting e le schede per la modifica di più file contemporaneamente.
Può modificare file remoti grazie alle librerie di GNOME VFS. Supporta un sistema per cancellare le ultime azioni e per ripeterle ed una funzione per cercare il testo e per sostituirlo.
Alcune funzioni avanzate di gedit includono il correttore ortografico multilingua e un sistema di plugin flessibile che permette di aggiungere nuove funzioni dinamicamente.
Funzioni minori, invece, sono la numerazione delle linee, il controllo delle parentesi, il raggruppamento del testo, l'evidenziazione della linea corrente e il salvataggio automatico del file.

## Architettura
Progettato per l'X Window System, il programma usa le GTK+ e le librerie di GNOME.
La completa integrazione con GNOME è ottenuta con il supporto al drag and drop con il file manager (Nautilus), il sistema di aiuto e il sistema di stampa.
Nel febbraio 2005 è stato creato un nuovo programma, basato su gedit, chiamato gPHPEdit, progettato per semplificare la modifica di codice sorgente PHP ed HTML.
Dal dicembre 2008 gedit è disponibile anche per sistemi macOS e Microsoft Windows.